# Dubai Desert Classic
Il Dubai Desert Classic è un torneo di golf che si svolge annualmente a Dubai, negli Emirati Arabi Uniti.
Fa parte del circuito dell'European Tour fin dalla data della sua inaugurazione, promosso e organizzato dal circolo del golf di Dubai, nel 1989, ed è il primo ad essere stato organizzato nel Medio Oriente. Il torneo è famoso per attrarre i migliori giocatori del panorama golfistico mondiale, anche grazie all'assicurazione di un alto montepremi.
Rory McIlroy  detiene il maggior numero di successi avendo vinto per quattro volte la competizione (2009, 2015, 2023, 2024).
L'edizione del 1995 è stato il primo evento in diretta in onda su Golf Channel.
Il torneo ha celebrato il suo 25º anniversario nel 2014.

## Albo d'oro
| Anno                             | Vincitore                 | Punteggio                 | Margine di vittoria       |                           |
| Hero Dubai Desert Classic        | Hero Dubai Desert Classic | Hero Dubai Desert Classic | Hero Dubai Desert Classic | Hero Dubai Desert Classic |
| -------------------------------- | ------------------------- | ------------------------- | ------------------------- | ------------------------- |
| 2025                             | Tyrrell Hatton            | 273 (−15)                 | 1 colpo                   |                           |
| 2024                             | Rory McIlroy (4)          | 274 (−14)                 | 1 colpo                   |                           |
| 2023                             | Rory McIlroy (3)          | 269 (−19)                 | 1 colpo                   |                           |
| Slync.io Dubai Desert Classic    |                           |                           |                           |                           |
| 2022                             | Viktor Hovland            | 276 (−12)                 | Playoff                   |                           |
| Omega Dubai Desert Classic       |                           |                           |                           |                           |
| 2021                             | Paul Casey                | 271 (−17)                 | 4 colpi                   |                           |
| 2020                             | Lucas Herbert             | 279 (−9)                  | Playoff                   |                           |
| 2019                             | Bryson DeChambeau         | 264 (−24)                 | 7 colpi                   |                           |
| 2018                             | Li Haotong                | 265 (−23)                 | 1 colpo                   |                           |
| 2017                             | Sergio García             | 269 (−19)                 | 3 colpi                   |                           |
| 2016                             | Danny Willett             | 269 (−19)                 | 1 colpo                   |                           |
| 2015                             | Rory McIlroy (2)          | 266 (−22)                 | 3 colpi                   |                           |
| 2014                             | Stephen Gallacher (2)     | 272 (−16)                 | 1 colpo                   |                           |
| 2013                             | Stephen Gallacher         | 266 (−22)                 | 3 colpi                   |                           |
| 2012                             | Rafa Cabrera-Bello        | 270 (–18)                 | 1 colpo                   |                           |
| 2011                             | Álvaro Quirós             | 277 (-11)                 | 1 colpo                   |                           |
| 2010                             | Miguel Ángel Jiménez      | 277 (-11)                 | Playoff                   |                           |
| Dubai Desert Classic             |                           |                           |                           |                           |
| 2009                             | Rory McIlroy              | 269 (-19)                 | 1 colpo                   |                           |
| 2008                             | Tiger Woods (2)           | 274 (-14)                 | 1 colpo                   |                           |
| 2007                             | Henrik Stenson            | 269 (-19)                 | 1 colpo                   |                           |
| 2006                             | Tiger Woods               | 269 (-19)                 | Playoff                   |                           |
| 2005                             | Ernie Els (3)             | 269 (-19)                 | 1 colpo                   |                           |
| 2004                             | Mark O'Meara              | 271 (-17)                 | 1 colpo                   |                           |
| 2003                             | Robert-Jan Derksen        | 271 (-17)                 | 1 colpo                   |                           |
| 2002                             | Ernie Els (2)             | 272 (-16)                 | 4 colpi                   |                           |
| 2001                             | Thomas Bjørn              | 266 (-22)                 | 2 colpi                   |                           |
| 2000                             | José Cóceres              | 274 (-14)                 | 2 colpi                   |                           |
| 1999                             | David Howell              | 275 (-13)                 | 4 colpi                   |                           |
| 1998                             | José María Olazábal       | 269 (-19)                 | 3 colpi                   |                           |
| 1997                             | Richard Green             | 272 (-16)                 | Playoff                   |                           |
| 1996                             | Colin Montgomerie         | 270 (-18)                 | 1 colpo                   |                           |
| 1995                             | Fred Couples              | 268 (-20)                 | 3 colpi                   |                           |
| 1994                             | Ernie Els                 | 268 (-20)                 | 6 colpi                   |                           |
| 1993                             | Wayne Westner             | 274 (-14)                 | 2 colpi                   |                           |
| 1992                             | Seve Ballesteros          | 272 (-16)                 | Playoff                   |                           |
| Emirates Airlines Desert Classic |                           |                           |                           |                           |
| 1990                             | Eamonn Darcy              | 276 (-12)                 | 4 colpi                   |                           |
| Karl Litten Desert Classic       |                           |                           |                           |                           |
| 1989                             | Mark James                | 277 (-11)                 | Playoff                   |                           |